# Engeström
Engeström är ett svenskt efternamn. Det bärs av flera släkter, bland annat en släkt från Skåne där en gren har blivit adlad med namnet von Engeström, samt en gren av den småländska släkten Engström, där en i Skåne bosatt gren tagit sig namnet Engeström. Den 31 december 2013 var 45 personer bosatta i Sverige med namnen
- Engeström 31
- von Engeström 14

## Personer med efternamnet Engeström eller von Engeström
- Adolph von Engeström (1753–1825), bergsråd
- Christian Engeström (1702–1777), politiborgmästare och riksdagsman
- Christian Adolf Engeström (1788–1843), handelsman
- David Engeström (1745–1808), handlare och riksdagsman
- Edward Engeström (1821–1899), grosshandlare
- Gustaf von Engeström (1738–1813), bergsråd
- Hilma Osterman, född Engeström (1833–1913), konstnär
- Ingvar Engeström (1958-2004) regementsläkare
- Jacob von Engeström (1735–1802), kansliråd
- Johan Engeström (1699–1777), biskop
- Johan von Engeström (1743–1807), politiker
- Johan von Engeström (1844–1938), ämbetsman och jordbruksekonom
- Johan Mathias von Engeström (1776–1828), häradshövding
- Jonas von Engeström (1737–1807), lagman
- Jonas Albin Engeström (1787–1846), präst, professor i fysik och kemi
- Lars von Engeström (1751–1826), utrikesminister
- Nina von Engeström (1836–1908), författare av bok om vävning
- Ragnar Engeström (1946–2008), arkeolog och antikvarie
- Sigfrid von Engeström (1889–1984), teolog
- Sven Johan von Engeström (1774–1838), hovintendent och tecknare
- Tor Engeström (1905–1975), läkare och tecknare
- Yrjö Engeström (född 1948), finländsk pedagog
- Wawryniec Engeström (1829–1910), polsk greve och författare
- Widolfa von Engeström-Ahrenberg (1845–1914), konstnär
- William Engeström (1886–1940), inspicient och skådespelare